# Шевкунова, Елена Анатольевна
Елена Анатольевна Шевкунова  (29 ноября 1923 (по документам — 1924), с. Георгиевка Туапсинского района — 2 марта 2007, Москва) — советский и российский микробиолог, исследователь токсоплазмоза, кандидат биологических наук, доктор медицинских наук.

## Биография
Родилась в селе Георгиевка Туапсинского района Краснодарского края в семье служащего. До 1930 года жила в Туапсе, а затем с семьёй переехала в Москву, где поступила в среднюю школу и в 1941 году её окончила.
После начала Великая Отечественная война, летом 1941 года, семье пришлось эвакуироваться в Ташкент. Там поступила и до осени 1943 года училась в Ташкентском медицинском институте, одновременно работая на военном заводе «Сельмаш» чернорабочей и токарем-фрезеровщицей.
Осенью 1943 года вернулась в Москву, где была зачислена на 3 курс медицинского института Министерства здравоохранения РСФСР, который окончила с отличием.
После окончания института оставлена на кафедре госпитальной терапии в клинической ординатуре. В 1949 году стала аспирантом кафедры биологии и медицинской паразитологии, где подготовила и защитила диссертацию на тему: «Биологические наблюдения над возбудителем лимнатиоза», научный руководитель профессор Г. Г. Щеголев. Защита состоялась в Москве в институте им. К. И. Скрябина в 1953 году.

В 1954 году поступила на работу в отдел природно-очаговых болезней ИЭМ им. Н. Ф. Гамалеи АМН СССР на должность младшего научного сотрудника.
В 1957 году профессор Д. Н. Засухин пригласил её на должность сотрудника лаборатории токсоплазмоза. С этого времени токсоплазмоз становится главным научным интересом. В последующие десятилетия основными направлениями исследований были эпидемиология токсоплазмоза и методы его диагностики.
С 1966 года старший научный сотрудник. В том же году защитила докторскую диссертацию «Токсоплазмоз людей и животных (клинико-эпидемиологические и экспериментальные исследования)».
Автор более 130 научных работ, в том числе соавтор трех монографий, участвовала во многих Союзных и международных научных съездах и конференцях. Под её руководством защищено 9 кандидатских и одна докторская диссертации. В течение 32 лет она занималась токсоплазмозом в институте Национальный исследовательский центр эпидемиологии и микробиологии имени Н. Ф. Гамале́и, откуда и ушла на пенсию в 1989 году.
Умерла 2 марта 2007 года в Москве в возрасте 83 лет. Похоронена на Даниловском кладбище.

## Отзывы
Примечательно, что по деятельности Е. А. Шевкуновой можно восстановить и осмыслить с современных научных позиций все основные вехи в развитии проблемы токсоплазмоза, — пишет преемник Е. А. Шевкуновой, заведующий лабораторией протозойных инфекций ФГБУ „НИЦЭМ им. Н.Ф. Гамалеи“, кандидат биологических наук Дмитрий Борисович Гончаров. — В 1958 году в институте им. Гамалеи была организована первая в стране конференция по токсоплазмозу, в ней приняли участие более 200 делегатов из 23 городов СССР, среди которых — и молодой специалист Шевкунова. В 1961 году была проведена вторая всесоюзная конференция, в которой приняли участие уже около 300 делегатов. Е. А. Шевкунова делает здесь уже серьёзный проблемный доклад. Она — полноправный соратник и помощник профессора Д. Н. Засухина. Ею показано, что: токсоплазмоз имеет широкое распространение среди разных видов животных и в человеческой популяции; определены основные источники и пути заражения человека; показана роль токсоплазмоза в акушерской патологии; охарактеризованы клинические формы при врождённой и приобретённой инвазии; детально на экспериментальных моделях описана патоморфология и патогенез острой и хронической форм токсоплазмоза.
В определённый момент истории советской науки отношение к проблеме токсоплазмоза изменилось: в 1979 году лаборатория токсоплазмоза в НИИЭМ им. Н. Ф. Гамалеи была закрыта. Опираясь на мнение главного паразитолога Министерства здравоохранения СССР А. Я. Лысенко, токсоплазму назвали «безобидным комменсалом» или «условно-патогенным микроорганизмом», вполне безопасным. На страницах журнала «Медицинская паразитология и паразитарные болезни» (в 1984—1989 годах) Е. А. Шевкунова последовательно доказывала важность проблемы токсоплазмоза для медицины. В настоящее время её безусловная правота доказана: в XXI веке актуальность токсоплазмоза уже никем не ставится под сомнение, особенно на фоне ВИЧ-инфекции, трансплантации, низкого уровня рождаемости.
«С современных научных позиций деятельность Е. А. Шевкуновой по изучению данного протозооза смотрится особенно весомо», — утверждает Д. Б. Гончаров

## Семья
Сын — Георгий Александрович Шевкунов (родился 2 июля 1958 года), ныне известный архиерей Русской Православной Церкви, автор бестселлера «Несвятые святые» митрополит Тихон (Шевкунов).